# Felix Graf von Bothmer
 Felix Graf von Bothmer  (10 december 1852 - 18 maart 1937) was een Duitse generaal tijdens de Eerste Wereldoorlog. Hij was de Duitse bevelhebber tijdens het Kerenski-offensief.

## Militaire loopbaan
- Junker: 12 februari 1871
- Sekonde-Lieutenant: 28 november 1871[1]
- Premier-Lieutenant: 23 november 1882[1]
- Hauptmann: 31 oktober 1888 - 15 februari 1889[1]
- Major: 22 september 1893[1]
- Oberst-Lieutenant: 17 maart 1897[1]
- Oberst: 21 juli 1900[1]
- Generalmajor: 18 mei 1903[1]
- Generalleutnant: 15 september 1905
- General der Infanterie: 4 mei 1910[1]
- Generaloberst: 9 april 1918[1]

## Decoraties
- Militaire Max Joseph-Orde
  - Grootkruis op 18 oktober 1916 - 4 juni 1916[1]
  - Commandeur op 21 september 1915[1]
  - Ridderkruis op 9 april 1915[1]
- Orde van Militaire Verdienste (Beieren)
  - Grootkruis
- Ridder der Eerste Klasse met Zwaarden
- Ridder der Tweede Klasse
- Dienstonderscheiding, 1e Klasse
- Ludwigsorde (Hessen)
- Jubileummedaille van het Beierse leger
- Huisridderorde van de Heilige Michaël, 1e Klasse
- Orde van de Rode Adelaar, 1e Klasse
- Pour le Mérite op 1 juli 1915 - 17 juli 1917[1]
  - Eikenloof op 25 juli 1917[1]
- IJzeren Kruis 1914, 1e Klasse en 2e Klasse
- Oorlogsherdenkingsmunt voor de veldtochten van 1870 en 1871
- Kroonorde (Pruisen)
- Anhalt: Frederikskruis
- Hanseatenkruis Bremen
- Grootkruis in de Orde van Hendrik de Leeuw
- Grootkruis in de Orde van Philipp de Grootmoedige met Kroon
- Ridder in de Huisorde van Hohenzollern met Zwaarden
- Hanseatenkruis Lübeck
- Grootkruis in de Albrechtsorde met Ster en Zwaarden
- Militaire Orde van Sint-Hendrik
  - Commandeur der Tweede Klasse op 30 augustus 1917[1][2]
  - Ridderkruis
- Grootkruis in de Kroonorde (Württemberg)
- Grootkruis in de Leopoldsorde (Oostenrijk) met Oorlogsdecoratie
- Ridder der Eerste Klasse in de Orde van de IJzeren Kroon (Oostenrijk)) met Oorlogsdecoratie
- Kruis voor Militaire Verdienste (Oostenrijk-Hongarije), 1e Klasse met Oorlogsdecoratie
- Große Militär-Verdienstmedaille (Österreich)
- Ereteken voor Verdienste voor het Rode Kruis met Oorlogsdecoratie
- Ridder in de Orde van de Dannebrog
- Grootofficier in de Orde van de Heilige Schatten
- Grootkruis in de Militaire Verdienste Orde (Spanje)
- Medaille van de Orde van de Eer in goud met zwaarden
- Liyakat Medaille in goud met zwaarden
- IJzeren Halve Maan
- Orde van Mejidie, 1e klasse met zwaarden